# Phobetus sleeperi
Phobetus sleeperi är en skalbaggsart som beskrevs av Hardy 1978. Phobetus sleeperi ingår i släktet Phobetus och familjen Melolonthidae. Inga underarter finns listade i Catalogue of Life.